# Ягодинка (Пулинский район)
Ягодинка (укр. Ягодинка) — село (до 18.03.2010 – посёлок), входит в Пулинский район Житомирской области Украины.
Население по переписи 2001 года составляло 287 человек. Почтовый индекс — 12000. Телефонный код — 4131. Занимает площадь 1,494 км². Код КОАТУУ — 1825455103.

## Местный совет
Село Ягодинка входит в состав Пулинского поселкового совета.
Адрес местного совета: 12000, Житомирская обл., Пулинский р-н, пгт Пулины, ул. Незалежности, 13.